# Astiphromma alsium
Astiphromma alsium är en stekelart som beskrevs av Dasch 1971. Astiphromma alsium ingår i släktet Astiphromma och familjen brokparasitsteklar. Inga underarter finns listade.